# Sainte-Croix-en-Plaine
 Sainte-Croix-en-Plaine (en alsacià Heilikriz) és un municipi francès, situat a la regió del Gran Est, al departament de l'Alt Rin. L'any 2008 tenia 2.580 habitants. Forma part de la Comunitat d'Aglomeració de Colmar.

## Demografia
| 1962  | 1968  | 1975  | 1982  | 1990  | 1999  |
| ----- | ----- | ----- | ----- | ----- | ----- |
| 1.354 | 1.532 | 2.014 | 1.933 | 1.895 | 2.121 |

## Administració
| Període   | Identitat       | Partit |
| --------- | --------------- | ------ |
| -2001     | Armand Roth     |        |
| 2001-2008 | François Heyman |        |